# Saison 2008-2009 du Saint-Trond VV
Maillots
Chronologie
Saison précédente Saison suivante
La saison 2008-2009 du Saint-Trond VV était la vingt-cinquième saison de ce club en Division 2, après avoir terminé 17e la saison précédente en Division 1. Saint-Trond VV finissait 1re.

## Résumé
Saint-Trond commençait la saison pour la première fois depuis 1994 en Division 2. Avant le début de la saison, le club a trouvé un nouveau coach en la personne de Guido Brepoels, ancien entraîneur de KVSK United. Saint-Trond commençait la saison bien, avec neuf victoires et deux matchs nuls dans les onze premières rencontres. STVV a pris bien sûr la tête du classement très rapide. La première perte de la saison est venue sur journée 12. Le grand rival pour le titre, Lierse SK, était avec 3-0 clairement trop fort, mais cela n'a pas empêché de maintenir la première place du classement.
À journée 28, Lierse SK était à Staaien. À la consternation du public, les Canaries ont perdu le match avec la plus petite différence, ce qui rend la course au titre un peu excitant. Mais après quatre victoires consecutives, Saint-Trond gagnait le titre dans le match à domicile contre Football Club Brussels. C'était la troisième fois dans l'histoire que Saint-Trond devenait champion en Division 2. La partie perdante de la dernière journée en Virton n'avait pas d'importance : STVV a de nouveau promu après une saison à la plus haute division nationale.
Après la fin de la saison, le club a décidé de restaurer l'ancienne orthographie du nom du stade. Dès juin 2009, le stade de Saint-Trond est Stayen.

## Effectif
| Nr. | Nom              | Position          | Nationalité        | Date de naissance |
| --- | ---------------- | ----------------- | ------------------ | ----------------- |
| 1   | Tom Muyters      | Gardien de but    | Belgique           | 5 décembre 1984   |
| 2   | Wim Mennes       | Milieu de terrain | Belgique           | 25 janvier 1977   |
| 3   | Vincent Euvrard  | Défenseur         | Belgique           | 12 mars 1982      |
| 4   | Daan Vaesen      | Défenseur         | Belgique           | 11 juillet 1981   |
| 5   | Mario Cantaluppi | Défenseur         | Suisse             | 11 avril 1974     |
| 6   | Osman Köse       | Défenseur         | Allemagne          | 13 juin 1988      |
| 7   | Pieter Thijs     | Défenseur         | Belgique           | 24 mars 1987      |
| 8   | Michal Pospíšil  | Attaquant         | République tchèque | 5 mars 1979       |
| 9   | Peter Van Houdt  | Attaquant         | Belgique           | 4 novembre 1976   |
| 10  | Jonathan Wilmet  | Attaquant         | Belgique           | 7 janvier 1986    |
| 11  | Issame Charaï    | Attaquant         | Belgique           | 11 mai 1982       |
| 12  | Sébastien Siani  | Attaquant         | Cameroun           | 21 décembre 1986  |
| 13  | Cephas Chimedza  | Milieu de terrain | Zimbabwe           | 5 décembre 1984   |
| 14  | Marc Wagemakers  | Défenseur         | Belgique           | 7 juin 1978       |
| 15  | Kurt Weuts       | Attaquant         | Belgique           | 29 décembre 1987  |
| 16  | Jeroen Appeltans | Milieu de terrain | Belgique           | 27 août 1990      |
| 17  | Peter Delorge    | Milieu de terrain | Belgique           | 19 avril 1980     |
| 18  | Siegerd Degeling | Milieu de terrain | Belgique           | 30 mars 1989      |
| 19  | Ibrahima Sidibe  | Attaquant         | Sénégal            | 10 août 1980      |
| 20  | Sander Debroux   | Milieu de terrain | Belgique           | 23 septembre 1982 |
| 22  | Simon Mignolet   | Gardien de but    | Belgique           | 6 août 1988       |
| 23  | Yorick Antheunis | Milieu de terrain | Belgique           | 26 juin 1991      |
| 24  | Giel Deferm      | Défenseur         | Belgique           | 30 juin 1988      |
| 29  | Marc Hendrikx    | Milieu de terrain | Belgique           | 2 juillet 1974    |

### Encadrement technique
- Guido Brepoels (entraîneur)
- Eddy Vanhemel (entraîneur adjoint)

### Transferts
| - Issame Charaï (FC Malines) - Vincent Euvrard (KVSK United) - Osman Köse (FC Schalke 04) - Tom Muyters (KVSK United) - Sébastien Siani (RSC Anderlecht) - Daan Vaesen (KSV Roulers) - Jelle Verheyen (formé au club) - Marc Wagemakers (KVC Westerlo) | - Mirsad Bešlija (Heart of Midlothian) - Frank Boeckx (KAA La Gantoise) - Kris Buvens (RFC de Liège) - Francesco Carratta (Royal Antwerp Football Club) - Jelle Cherlet (KSK Renaix) - Pieter Collen (fin de contract) - Adamo Coulibaly (Royal Antwerp Football Club) - Timothy Dreesen (Club Bruges KV) - Sebastjan Gobec (NK Celje) - Michiel Goyvaerts (KVV Thes Sport) - Nicky Hayen (RBC Roosendaal) - Kevin van Dessel (VVV Venlo) - Pieter-Jan Van Oudenhove (KFC Dessel Sport) - Rocky Peeters (Germinal Beerschot) - Stijn Vreven (KSK Tongres) - Egon Wisniowski (FC Progresul Bucarest) |

## Amicaux
|                                 |                      |       |                    |  |
| Mercredi 16 juillet 2008, 16:00 | Excelsior Veldwezelt | 0 - 0 | Saint-Trond        |  |
|                                 |                      |       |                    |  |
|                                 |                      |       |                    |  |
| Samedi 19 juillet 2008, 18:00   | RCS Visé             | 0 - 2 | Saint-Trond        |  |
|                                 |                      |       |                    |  |
|                                 |                      |       |                    |  |
| Mercredi 23 juillet 2008, 20:00 | Fortuna Sittard      | 1 - 2 | Saint-Trond        |  |
|                                 |                      |       |                    |  |
|                                 |                      |       |                    |  |
| Samedi 26 juillet 2008, 20:00   | KSK Tongres          | 0 - 3 | Saint-Trond        |  |
|                                 |                      |       |                    |  |
|                                 |                      |       |                    |  |
| Mercredi 30 juillet 2008, 19:30 | KVK Tirlemont        | 4 - 2 | Saint-Trond        |  |
|                                 |                      |       |                    |  |
|                                 |                      |       |                    |  |
| Samedi 2 août 2008, 18:00       | Saint-Trond          | 0 - 0 | Germinal Beerschot |  |
|                                 |                      |       |                    |  |
|                                 |                      |       |                    |  |
| Samedi 9 août 2008, 16:00       | Saint-Trond          | 0 - 2 | KVC Westerlo       |  |
|                                 |                      |       |                    |  |

## Division 2

### Rencontres
| | |       | | |
| Mercredi 13 août 2008, 19:00                                                                                                  | Oud-Heverlee Louvain | 1 - 3 | Saint-Trond | |
| Stade Den Dreef, Louvain Spectateurs : 4 500 Arbitrage : Alexandre Boucaut Journée 1 Division 2 2008-2009                     | Bjorn Ruytinx 14e · Denis Odoi 34e · Osahon Eboigbe 32e · Bjorn Ruytinx 52e · Osahon Eboigbe 65e · James Lahousse 83e                                                               |       | 23e Sander Debroux · 28e Issame Charaï · 50e Sander Debroux · 58e Ibrahima Sidibe · 71e Vincent Euvrard · 76e Ibrahima Sidibe     | Composition du Saint-Trond : · Simon Mignolet, Osman Köse, Vincent Euvrard, Marc Wagemakers, Mario Cantaluppi, Peter Delorge, Jonathan Wilmet, Cephas Chimedza, Sander Debroux, Issame Charaï, Ibrahima Sidibe · Remplacements du Saint-Trond : · 60e Osman Köse Peter Van Houdt · 68e Cephas Chimedza Daan Vaesen                                                |
| | |       | | |
| Mercredi 27 août 2008, 20:00                                                                                                  | Saint-Trond | 7 - 1 | Olympic Charleroi | |
| Staaien, Saint-Trond Spectateurs : 4 500 Arbitrage : Olivier Hampert Journée 2 Division 2 2008-2009                           | Sébastien Siani 7e · Ibrahima Sidibe 37e · Ibrahima Sidibe 45e · Sander Debroux 53e · Vincent Euvrard 58e · Mario Cantaluppi 66e (pen.) · Peter Van Houdt 84e · Cephas Chimedza 90e |       | 61e Nicolas Pedini · 68e Rudy Saintini · 50e Sander Debroux · 76e Nicolas Pedini                                                  | Composition du Saint-Trond : · Simon Mignolet, Marc Wagemakers, Mario Cantaluppi, Osman Köse, Vincent Euvrard, Sébastien Siani, Jonathan Wilmet, Sander Debroux, Peter Delorge, Issame Charaï, Ibrahima Sidibe · Remplacements du Saint-Trond : · 66e Vincent Euvrard Daan Vaesen · 72e Issame Charaï Cephas Chimedza · 79e Ibrahima Sidibe Peter Van Houdt       |
| | |       | | |
| Dimanche 31 août 2008, 15:00                                                                                                  | KFC Vigor Wuitens Hamme | 2 - 2 | Saint-Trond | |
| Stade communal, Hamme Spectateurs : 1 200 Arbitrage : Eric Noirhomme Journée 3 Division 2 2008-2009                           | Koen Van Der Heyden 25e · Karel De Smet 33e · Tim Vleminckx 59e · Kristof Kestens 71e · Kristof Kestens 79e · Jonas Vandemarliere 85e                                               |       | 60e (pen.) Mario Cantaluppi · 63e Ibrahima Sidibe · 82e Marc Wagemakers                                                           | Composition du Saint-Trond : · Simon Mignolet, Mario Cantaluppi, Vincent Euvrard, Osman Köse, Marc Wagemakers, Peter Delorge, Sébastien Siani, Jonathan Wilmet, Sander Debroux, Ibrahima Sidibe, Issame Charaï · Remplacements du Saint-Trond : · 40e Issame Charaï Cephas Chimedza · 58e Sébastien Siani Peter Van Houdt                                         |
| | |       | | |
| Dimanche 14 septembre 2008, 15:00                                                                                             | Royal Antwerp Football Club | 1 - 2 | Saint-Trond | |
| Bosuilstadion, Anvers Spectateurs : 8 000 Remplacements : Sébastien Delferière Journée 5 Division 2 2008-2009                 | Darko Pivaljević 25e |       | 27e Jonathan Wilmet · 62e Mario Cantaluppi · 80e Ibrahima Sidibe · 83e Sébastien Siani                                            | Composition du Saint-Trond : · Simon Mignolet, Vincent Euvrard, Daan Vaesen, Giel Deferm, Mario Cantaluppi, Cephas Chimedza, Marc Wagemakers, Peter Delorge, Jonathan Wilmet, Issame Charaï, Ibrahima Sidibe · Remplacements du Saint-Trond : · 66e Issame Charaï Sébastien Siani · 76e Daan Vaesen Peter Van Houdt · 89e Marc Wagemakers Michal Pospíšil         |
| | |       | | |
| Samedi 20 septembre 2008, 20:00                                                                                               | Saint-Trond | 1 - 1 | RFC de Liège | |
| Staaien, Saint-Trond Spectateurs : 6 900 Arbitrage : Michel Winter Journée 6 Division 2 2008-2009                             | Jonathan Wilmet 33e · Giel Deferm 51e · Cephas Chimedza 62e · Peter Delorge 90e |       | 28e Ben Van den Brandt · 50e Jean-Sébastien Legros · 70e Jean-Sébastien Legros · 82e Ahmet Öcal                                   | Composition du Saint-Trond : · Simon Mignolet, Vincent Euvrard, Daan Vaesen, Mario Cantaluppi, Giel Deferm, Peter Delorge, Jonathan Wilmet, Sébastien Siani, Cephas Chimedza, Issame Charaï, Ibrahima Sidibe · Remplacements du Saint-Trond : · 60e Sébastien Siani Michal Pospíšil · 71e Giel Deferm Peter Van Houdt                                             |
| | |       | | |
| Samedi 27 septembre 2008, 20:00                                                                                               | KV Ostende | 0 - 3 | Saint-Trond | |
| Albertparkstadion, Ostende Spectateurs : 4 000 Arbitrage : Jean-Baptist Bultynck Journée 7 Division 2 2008-2009               | Khalifa Sankaré 1e |       | 5e Cephas Chimedza · 25e Ibrahima Sidibe · 31e Giel Deferm · 43e Sébastien Siani · 64e Ibrahima Sidibe                            | Composition du Saint-Trond : · Simon Mignolet, Vincent Euvrard, Mario Cantaluppi, Daan Vaesen, Giel Deferm, Peter Delorge, Sébastien Siani, Jonathan Wilmet, Cephas Chimedza, Issame Charaï, Ibrahima Sidibe · Remplacements du Saint-Trond : · 81e Mario Cantaluppi Osman Öse · 86e Sébastien Siani Michal Pospíšil · 88e Cephas Chimedza Jeroen Appeltans       |
| | |       | | |
| Samedi 4 oktober 2008, 20:00                                                                                                  | Saint-Trond | 4 - 1 | UR Namur | |
| Staaien, Saint-Trond Spectateurs : 5 400 Arbitrage : Dimitri Godart Journée 8 Division 2 2008-2009                            | Sébastien Siani 2e · Jonathan Wilmet 11e · Vincent Euvrard 22e · Sébastien Siani 33e · Daan Vaesen 52e · Peter Delorge 74e                                                          |       | 45e Nemanja Cvetković · 62e Nemanja Cvetković · 80e Goran Blagus · 88e (csc) Goran Blagus                                         | Composition du Saint-Trond : · Simon Mignolet, Giel Deferm, Mario Cantaluppi, Vincent Euvrard, Daan Vaesen, Sébastien Siani, Peter Delorge, Osman Köse, Jonathan Wilmet, Ibrahima Sidibe, Issame Charaï · Remplacements du Saint-Trond : · 31e Jonathan Wilmet Michal Pospíšil · 59e Osman Köse Marc Wagemakers · 89e Sébastien Siani Marc Hendrikx               |
| | |       | | |
| Dimanche 12 octobre 2008, 15:00                                                                                               | KVK Tirlemont | 0 - 2 | Saint-Trond | |
| Stade Julien Bergé, Tirlemont Spectateurs : 5 500 Arbitrage : Jérôme Efong Nzolo Journée 9 Division 2 2008-2009               | David Triantafillidis 28e · Yve Thijs 68e · Jonas Bogaerts 80e |       | 70e Ibrahima Sidibe · 74e Jonathan Wilmet · 86e Peter Delorge                                                                     | Composition du Saint-Trond : · Simon Mignolet, Vincent Euvrard, Marc Wagemakers, Mario Cantaluppi, Giel Deferm, Cephas Chimedza, Peter Delorge, Jonathan Wilmet, Sébastien Siani, Ibrahima Sidibe, Issame Charaï · Remplacements du Saint-Trond : · 80e Ibrahima Sidibe Michal Pospíšil · 83e Issame Charaï Marc Hendrikx · 89e Cephas Chimedza Daan Vaesen       |
| | |       | | |
| Samedi 18 octobre 2008, 20:00                                                                                                 | Saint-Trond | 2 - 1 | RFC Tournai | |
| Staaien, Saint-Trond Spectateurs : 5 900 Arbitrage : Claude Bourdouxhe Journée 10 Division 2 2008-2009                        | Vincent Euvrard 44e · Cephas Chimedza 65e · Marc Hendrikx 79e · Vincent Euvrard 89e                                                                                                 |       | 65e Julien Desire · 87e Maxime Annys                                                                                              | Composition du Saint-Trond : · Simon Mignolet, Vincent Euvrard, Marc Wagemakers, Mario Cantaluppi, Giel Deferm, Cephas Chimedza, Jonathan Wilmet, Peter Delorge, Sébastien Siani, Issame Charaï, Ibrahima Sidibe · Remplacements du Saint-Trond : · 62e Issame Charaï Marc Hendrikx · 89e Jonathan Wilmet Daan Vaesen                                             |
| | |       | | |
| Samedi 25 octobre 2008, 20:00                                                                                                 | KAS Eupen | 2 - 3 | Saint-Trond | |
| Stade du Kehrweg, Eupen Spectateurs : 3 800 Arbitrage : Peter Vervecken Journée 11 Division 2 2008-2009                       | Grégory Molnar 51e · Ivan Milas 74e · Freddy Mombongo-Dues 82e |       | 20e Giel Deferm · 36e Sébastien Siani · 79e Ibrahima Sidibe · 87e Daan Vaesen · 89e Jonathan Wilmet · 90+3e Ibrahima Sidibe       | Composition du Saint-Trond : · Simon Mignolet, Daan Vaesen, Marc Hendrikx, Mario Cantaluppi, Giel Deferm, Sébastien Siani, Jonathan Wilmet, Peter Delorge, Cephas Chimedza, Issame Charaï, Ibrahima Sidibe · Remplacements du Saint-Trond : · 90+2e Issame Charaï Jeroen Appeltans                                                                                |
| | |       | | |
| Samedi 1er novembre 2008, 20:00                                                                                               | Saint-Trond | 3 - 1 | KMSK Deinze | |
| Staaien, Saint-Trond Spectateurs : 6 407 Arbitrage : Laurent Colements Journée 12 Division 2 2008-2009                        | Sébastien Siani 17e · Daan Vaesen 44e · Marc Hendrikx 71e · Peter Delorge 82e · Osman Köse 90e                                                                                      |       | 14e Jonathan De Falco · 38e Samuel Dog · 50e Matthias Velghe · 78e Bob Cousin                                                     | Composition du Saint-Trond : · Simon Mignolet, Mario Cantaluppi, Vincent Euvrard, Giel Deferm, Daan Vaesen, Jonathan Wilmet, Peter Delorge, Jeroen Appeltans, Marc Hendrikx, Ibrahima Sidibe, Sébastien Siani · Remplacements du Saint-Trond : · 62e Jeroen Appeltans Sander Debroux · 88e Marc Hendrikx Osman Köse · 90e Ibrahima Sidibe Michal Pospíšil         |
| | |       | | |
| Samedi 8 novembre 2008, 20:00                                                                                                 | Lierse SK | 3 - 0 | Saint-Trond | |
| Stade Herman Vanderpoorten, Lierre Spectateurs : 8 591 Arbitrage : Paul Allaerts Journée 13 Division 2 2008-2009              | Ahmed Samir 60e · Ahmed Samir 61e · Seth De Witte 67e · Jurgen Cavens 68e · Tomasz Radzinski 76e                                                                                    |       | | Composition du Saint-Trond : · Simon Mignolet, Mario Cantaluppi, Giel Deferm, Marc Wagemakers, Vincent Euvrard, Marc Hendrikx, Jonathan Wilmet, Cephas Chimedza, Issame Charaï, Sébastien Siani, Ibrahima Sidibe · Remplacements du Saint-Trond : · 46e Marc Wagemakers Sander Debroux · 49e Vincent Euvrard Osman Köse · 66e Marc Hendrikx Jeroen Appeltans      |
| | |       | | |
| Samedi 15 novembre 2008, 20:00                                                                                                | Saint-Trond | 2 - 1 | KVSK United | |
| Staaien, Saint-Trond Spectateurs : 7 389 Arbitrage : Johan Verbist Journée 14 Division 2 2008-2009                            | Ibrahima Sidibe 18e · Issame Charaï 67e · Ibrahima Sidibe 86e |       | 33e Marc Eberle · 64e Antonio Caramazza                                                                                           | Composition du Saint-Trond : · Simon Mignolet, Mario Cantaluppi, Sander Debroux, Vincent Euvrard, Giel Deferm, Peter Delorge, Marc Hendrikx, Jonathan Wilmet, Issame Charaï, Sébastien Siani, Ibrahima Sidibe · Remplacements du Saint-Trond : · 62e Sander Debroux Cephas Chimedza · 78e Giel Deferm Daan Vaesen                                                 |
| | |       | | |
| Samedi 22 novembre 2008, 20:00                                                                                                | KV Red Star Waasland | 0 - 2 | Saint-Trond | |
| Stade Puyenbeke, Saint-Nicolas Spectateurs : 2 500 Arbitrage : Christof Virant Journée 15 Division 2 2008-2009                | Julien Tournut 26e · Pieter Crabeels 84e |       | 4e Jonathan Wilmet · 32e Sébastien Siani · 85e Sébastien Siani                                                                    | Composition du Saint-Trond : · Simon Mignolet, Mario Cantaluppi, Sander Debroux, Vincent Euvrard, Giel Deferm, Peter Delorge, Marc Hendrikx, Jonathan Wilmet, Issame Charaï, Sébastien Siani, Ibrahima Sidibe · Remplacements du Saint-Trond : · 46e Sébastien Siani Cephas Chimedza · 89e Issame Charaï Daan Vaesen                                              |
| | |       | | |
| Samedi 29 novembre 2008, 20:00                                                                                                | Saint-Trond | 0 - 0 | KSK Renaix | |
| Staaien, Saint-Trond Spectateurs : 5 839 Arbitrage : Christophe Hemberg Journée 16 Division 2 2008-2009                       | Giel Deferm 52e · Issame Charaï 64e |       | 72e Guillaume Langlet | Composition du Saint-Trond : · Simon Mignolet, Vincent Euvrard, Giel Deferm, Mario Cantaluppi, Marc Hendrikx, Sander Debroux, Cephas Chimedza, Peter Delorge, Jonathan Wilmet, Ibrahima Sidibe, Sébastien Siani · Remplacements du Saint-Trond : · 83e Issame Charaï Michal Pospíšil                                                                              |
| | |       | | |
| Samedi 6 décembre 2008, 20:00                                                                                                 | Saint-Trond | 1 - 1 | KSK Beveren | |
| Staaien, Saint-Trond Spectateurs : 6 080 Arbitrage : Philippe Flament Journée 17 Division 2 2008-2009                         | Marc Hendrikx 29e · Sander Debroux 79e · Jonathan Wilmet 83e · Siegerd Degeling 89e                                                                                                 |       | 54e Jeffrey Rentmeister · 66e Nathan D'Haemers · 90+3e Yannick Aerts                                                              | Composition du Saint-Trond : · Simon Mignolet, Vincent Euvrard, Daan Vaesen, Mario Cantaluppi, Marc Hendrikx, Sander Debroux, Cephas Chimedza, Peter Delorge, Jonathan Wilmet, Ibrahima Sidibe, Sébastien Siani · Remplacements du Saint-Trond : · 80e Sébastien Siani Siegerd Degeling                                                                           |
| | |       | | |
| Samedi 13 décembre 2008, 20:00                                                                                                | Football Club Brussels | 0 - 0 | Saint-Trond | |
| Stade Edmond Machtens, Molenbeek-Saint-Jean Spectateurs : 3 500 Arbitrage : Claude Bourdouxhe Journée 18 Division 2 2008-2009 | |       | 43e Mario Cantaluppi · 65e Peter Delorge                                                                                          | Composition du Saint-Trond : · Simon Mignolet, Mario Cantaluppi, Giel Deferm, Vincent Euvrard, Marc Wagemakers, Cephas Chimedza, Jonathan Wilmet, Peter Delorge, Marc Hendrikx, Ibrahima Sidibe, Sébastien Siani · Remplacements du Saint-Trond : · 79e Ibrahima Sidibe Michal Pospíšil                                                                           |
| | |       | | |
| Samedi 20 décembre 2008, 20:00                                                                                                | Saint-Trond | 2 - 2 | Royal Excelsior Virton | |
| Staaien, Saint-Trond Spectateurs : 6 049 Arbitrage : Alexandre Boucaut Journée 19 Division 2 2008-2009                        | Ibrahima Sidibe 7e · Daan Vaesen 18e · Sébastien Siani 42e · Cephas Chimedza 58e · Daan Vaesen 65e · Peter Delorge 73e · Marc Wagemakers 85e                                        |       | 40e Bareck Bendaha · 70e Maël Lépicier · 76e Moussa Koita · 70e David Schoumaker                                                  | Composition du Saint-Trond : · Simon Mignolet, Vincent Euvrard, Daan Vaesen, Marc Wagemakers, Giel Deferm, Sébastien Siani, Peter Delorge, Cephas Chimedza, Marc Hendrikx, Ibrahima Sidibe, Michal Pospíšil · Remplacements du Saint-Trond : · 19e Marc Hendrikx Jonathan Wilmet · 75e Michal Pospíšil Siegerd Degeling                                           |
| | |       | | |
| Samedi 27 décembre 2008, 20:00                                                                                                | Saint-Trond | 1 - 0 | Oud-Heverlee Louvain | |
| Staaien, Saint-Trond Spectateurs : 6 500 Arbitrage : Sébastien Delferière Journée 20 Division 2 2008-2009                     | Jonathan Wilmet 75e |       | 12e Denis Odoi · 38e Joeri Vastmans · 73e Lander Van Steenbrugghe · 85e Ivica Jaraković                                           | Composition du Saint-Trond : · Simon Mignolet, Vincent Euvrard, Mario Cantaluppi, Giel Deferm, Jeroen Appeltans, Cephas Chimedza, Peter Delorge, Osman Köse, Jonathan Wilmet, Ibrahima Sidibe, Sébastien Siani · Remplacements du Saint-Trond : · 19e Vincent Euvrard Issame Charaï · 62e Ibrahima Sidibe Yorick Antheunis · 90e Jonathan Wilmet Siegerd Degeling |
| | |       | | |
| Samedi 17 janvier 2009, 20:00                                                                                                 | Saint-Trond | 4 - 1 | KFC Vigor Wuitens Hamme | |
| Staaien, Saint-Trond Spectateurs : 5 200 Arbitrage : Jimmy Verhe Journée 21 Division 2 2008-2009                              | Jonathan Wilmet 6e · Wim Mennes 26e · Ibrahima Sidibe 36e · Sander Debroux 90e |       | 40e Tim Vleminckx · 65e Laurens Maldrie · 85e Koen Van Der Heyden                                                                 | Composition du Saint-Trond : · Simon Mignolet, Giel Deferm, Vincent Euvrard, Marc Wagemakers, Mario Cantaluppi, Peter Delorge, Cephas Chimedza, Jonathan Wilmet, Wim Mennes, Sébastien Siani, Ibrahima Sidibe · Remplacements du Saint-Trond : · 71e Sébastien Siani Sander Debroux · 81e Cephas Chimedza Yorick Antheunis · 86e Ibrahima Sidibe Kurt Weuts       |
| | |       | | |
| Samedi 31 janvier 2009, 20:00                                                                                                 | Saint-Trond | 0 - 0 | Royal Antwerp Football Club | |
| Staaien, Saint-Trond Spectateurs : 7 903 Arbitrage : Gaetan Simon Journée 23 Division 2 2008-2009                             | Marc Wagemakers 54e |       | 52e Roel van Hemert · 73e Adamo Coulibaly · 90e Ransford Addo                                                                     | Composition du Saint-Trond : · Simon Mignolet, Giel Deferm, Mario Cantaluppi, Marc Wagemakers, Vincent Euvrard, Peter Delorge, Jonathan Wilmet, Cephas Chimedza, Wim Mennes, Sébastien Siani, Ibrahima Sidibe · Remplacements du Saint-Trond : · 66e Cephas Chimedza Yorick Antheunis · 78e Ibrahima Sidibe Sander Debroux · 89e Marc Wagemakers Kurt Weuts       |
| | |       | | |
| Dimanche 8 février 2009, 15:00                                                                                                | RFC de Liège | 1 - 2 | Saint-Trond | |
| Stade du Pairay, Seraing Spectateurs : 2 300 Arbitrage : Christophe Delacour Journée 24 Division 2 2008-2009                  | Ahmet Öcal 27e · Ben Van Den Brandt 29e · Peter Van Houdt 59e · Peter Van Houdt 64e                                                                                                 |       | 11e Peter Delorge · 17e Mario Cantaluppi · 30e Sébastien Siani · 68e Vincent Euvrard · 87e Peter Delorge                          | Composition du Saint-Trond : · Simon Mignolet, Marc Wagemakers, Mario Cantaluppi, Giel Deferm, Vincent Euvrard, Jonathan Wilmet, Sander Debroux, Peter Delorge, Wim Mennes, Sébastien Siani, Ibrahima Sidibe · Remplacements du Saint-Trond : · 65e Sander Debroux Cephas Chimedza · 80e Jonathan Wilmet Yorick Antheunis · 90e Ibrahima Sidibe Daan Vaesen       |
| | |       | | |
| Samedi 14 février 2009, 20:00                                                                                                 | Saint-Trond | 1 - 0 | KV Ostende | |
| Staaien, Saint-Trond Spectateurs : 6 051 Arbitrage : Benoni Burie Journée 25 Division 2 2008-2009                             | Ibrahima Sidibe 45e · Jonathan Wilmet 65e |       | 9e Xavier Luissint · 33e Benjamin Mokulu · 40e Gabriel Iribarren · 81e Khalifa Sankaré · 87eXavier Luissint · 89eBenjamin Mokulu  | Composition du Saint-Trond : · Simon Mignolet, Marc Wagemakers, Mario Cantaluppi, Giel Deferm, Vincent Euvrard, Jonathan Wilmet, Sander Debroux, Cephas Chimedza, Wim Mennes, Sébastien Siani, Ibrahima Sidibe · Remplacements du Saint-Trond : · 35e Sander Debroux Yorick Antheunis · 87e Ibrahima Sidibe Kurt Weuts                                            |
| | |       | | |
| Mercredi 18 février 2009, 20:00                                                                                               | Olympic Charleroi | 2 - 0 | Saint-Trond | |
| Stade de la Neuville, Charleroi Spectateurs : 1 250 Arbitrage : Karim Saadoini Journée 26 Division 2 2008-2009                | Toni Brogno 14e · Goran Jerković 35e · Goran Jerković 36e · Jérémy Steens 54e · Nadir Sbaa 85e                                                                                      |       | 77e Marc Hendrikx | Composition du Saint-Trond : · Simon Mignolet, Giel Deferm, Mario Cantaluppi, Vincent Euvrard, Daan Vaesen, Peter Delorge, Jonathan Wilmet, Kurt Weuts, Wim Mennes, Sébastien Siani, Ibrahima Sidibe · Remplacements du Saint-Trond : · 41e Kurt Weuts Cephas Chimedza · 58e Daan Vaesen Marc Hendrikx · 76e Jonathan Wilmet Yorick Antheunis                     |
| | |       | | |
| Samedi 21 février 2009, 20:00                                                                                                 | UR Namur | 0 - 1 | Saint-Trond | |
| Stade communal de Namur, Namur Spectateurs : 1 200 Arbitrage : Stéphane Gleton Journée 27 Division 2 2008-2009                | Nemanja Cvetković 14e · Georges Ngoma 28e · Ahmet Gursever 54e · Francisco Insa 88e                                                                                                 |       | 20e Ibrahima Sidibe · 43e Peter Delorge · 58e Vincent Euvrard · 78eVincent Euvrard                                                | Composition du Saint-Trond : · Simon Mignolet, Marc Wagemakers, Vincent Euvrard, Mario Cantaluppi, Giel Deferm, Jonathan Wilmet, Wim Mennes, Peter Delorge, Osman Köse, Sébastien Siani, Ibrahima Sidibe · Remplacements du Saint-Trond : · 65e Osman Köse Yorick Antheunis · 88e Sébastien Siani Kurt Weuts                                                      |
| | |       | | |
| Samedi 28 février 2009, 20:00                                                                                                 | Saint-Trond | 5 - 1 | KVK Tirlemont | |
| Staaien, Saint-Trond Spectateurs : 8 116 Arbtrage : Peter Vervecken Journée 28 Division 2 2008-2009                           | Marc Hendrikx 6e · Wim Mennes 31e · Jonathan Wilmet 45e · Ibrahima Sidibe 60e · Wim Mennes 72e · Kurt Weuts 86e · Kurt Weuts 89e                                                    |       | 45+1e Yve Thijs · 75e Davy Peeters · 80e Bart Vanhees                                                                             | Composition du Saint-Trond : · Simon Mignolet, Wim Mennes, Daan Vaesen, Mario Cantaluppi, Giel Deferm, Marc Hendrikx, Jonathan Wilmet, Cephas Chimedza, Marc Wagemakers, Peter Delorge, Ibrahima Sidibe · Remplacements du Saint-Trond : · 46e Jonathan Wilmet Osman Köse · 46e Giel Deferm Sébastien Siani · 80e Ibrahima Sidibe Kurt Weuts                      |
| | |       | | |
| Samedi 7 mars 2009, 20:00 | RFC Tournai | 1 - 2 | Saint-Trond | |
| Stade Luc Varenne, Tournai Spectateurs : 1 500 Arbitrage : Jérôme Efong Nzolo Journée 29 Division 2 2008-2009                 | Mickael Seoudi 75e · Hamid Sekour 85e |       | 57e Cephas Chimedza · 67e Ibrahima Sidibe · 80e Cephas Chimedza                                                                   | Composition du Saint-Trond : · Simon Mignolet, Mario Cantaluppi, Giel Deferm, Vincent Euvrard, Wim Mennes, Cephas Chimedza, Peter Delorge, Marc Hendrikx, Marc Wagemakers, Jonathan Wilmet, Ibrahima Sidibe · Remplacements du Saint-Trond : · 5e Wim Mennes Daan Vaesen · 69e Marc Hendrikx Sébastien Siani · 82e Jonathan Wilmet Osman Köse                     |
| | |       | | |
| Samedi 14 mars 2009, 20:00 | Saint-Trond | 3 - 0 | KAS Eupen | |
| Staaien, Saint-Trond Spectateurs : 7 546 Arbitrage : Jeroen Sanders Journée 30 Division 2 2008-2009                           | Jonathan Wilmet 34e · Jonathan Wilmet 43e · Ibrahima Sidibe 73e · Daan Vaesen 82e                                                                                                   |       | 41e Gilles Colin | Composition du Saint-Trond : · Simon Mignolet, Vincent Euvrard, Giel Deferm, Mario Cantaluppi, Marc Wagemakers, Cephas Chimedza, Peter Delorge, Marc Hendrikx, Jonathan Wilmet, Daan Vaesen, Ibrahima Sidibe · Remplacements du Saint-Trond : · 46e Cephas Chimedza Sébastien Siani · 78e Marc Hendrikx Sander Debroux · 84e Ibrahima Sidibe Kurt Weuts           |
| | |       | | |
| Samedi 21 mars 2009, 20:00 | KMSK Deinze | 0 - 0 | Saint-Trond | |
| Stade Van de Wiele, Deinze Spectateurs : 1 758 Arbitrage : Luc Wouters Journée 31 Division 2 2008-2009                        | |       | 22e Cephas Chimedza · 63e Marc Hendrikx                                                                                           | Composition du Saint-Trond : · Simon Mignolet, Wim Mennes, Mario Cantaluppi, Vincent Euvrard, Giel Deferm, Jonathan Wilmet, Cephas Chimedza, Marc Wagemakers, Marc Hendrikx, Peter Delorge, Ibrahima Sidibe · Remplacements du Saint-Trond : · 70e Marc Hendrikx Sébastien Siani                                                                                  |
| | |       | | |
| Mercredi 25 mars 2009, 20:30                                                                                                  | Saint-Trond | 0 - 1 | Lierse SK | |
| Staaien, Saint-Trond Spectateurs : 9 611 Arbitrage : Frank De Bleeckere Journée 32 Division 2 2008-2009                       | Marc Wagemakers 14e · Issame Charaï 82e · Peter Delorge 89e · Mario Cantaluppi 90e                                                                                                  |       | 76e Timothy Dreesen · 85e Mohamed Abdel Wahed · 90e Stefan Nikolić                                                                | Composition du Saint-Trond : · Simon Mignolet, Marc Wagemakers, Giel Deferm, Mario Cantaluppi, Vincent Euvrard, Marc Hendrikx, Jonathan Wilmet, Peter Delorge, Wim Mennes, Ibrahima Sidibe, Sébastien Siani · Remplacements du Saint-Trond : · 67e Sébastien Siani Issame Charaï · 71e Marc Wagemakers Osman Köse                                                 |
| | |       | | |
| Mercredi 1er avril 2009, 20:00                                                                                                | KVSK United | 0 - 1 | Saint-Trond | |
| Stedelijk Sportstadion, Lommel Spectateurs : 6 500 Arbitrage : Johan Verbist Journée 33 Division 2 2008-2009                  | Marcos Pereira 21e · Patrice Noukeu 56e · Davy Oyen 69e · Thomas Azevedo 75e |       | 55e Wim Mennes · 60e Ibrahima Sidibe                                                                                              | Composition du Saint-Trond : · Simon Mignolet, Marc Wagemakers, Giel Deferm, Mario Cantaluppi, Vincent Euvrard, Wim Mennes, Peter Delorge, Cephas Chimedza, Jonathan Wilmet, Marc Hendrikx, Ibrahima Sidibe · Remplacements du Saint-Trond : · 83e Marc Hendrikx Daan Vaesen · 89e Jonathan Wilmet Sébastien Siani                                                |
| | |       | | |
| Samedi 4 avril 2009, 20:00 | Saint-Trond | 1 - 0 | KV Red Star Waasland | |
| Staaien, Saint-Trond Spectateurs : 7 056 Arbitrage : Claude Bourdouxhe Journée 34 Division 2 2008-2009                        | Cephas Chimedza 19e (pen.) · Wim Mennes 68e · Mario Cantaluppi 78e |       | 54e Julien Tournut · 88e Hervé Anselme Ndjana Onana                                                                               | Composition du Saint-Trond : · Simon Mignolet, Giel Deferm, Mario Cantaluppi, Marc Wagemakers, Vincent Euvrard, Wim Mennes, Marc Hendrikx, Peter Delorge, Jonathan Wilmet, Cephas Chimedza, Ibrahima Sidibe · Remplacements du Saint-Trond : · 28e Ibrahima Sidibe Sébastien Siani · 90e Cephas Chimedza Daan Vaesen                                              |
| | |       | | |
| Samedi 11 avril 2009, 20:00                                                                                                   | KSK Renaix | 1 - 5 | Saint-Trond | |
| Stade Orphale Crucke, Renaix Spectateurs : 2 100 Arbitrage : Peter Vervecken Journée 35 Division 2 2008-2009                  | Gregory Ferreira Lino 25e · Alexandre Brienne 45+1e · Mory Antrope 61e |       | 10e Cephas Chimedza · 32e Daan Vaesen · 34e Sébastien Siani · 72e Marc Hendrikx · 80e Cephas Chimedza · 88e (pen.) Simon Mignolet | Composition du Saint-Trond : · Simon Mignolet, Giel Deferm, Daan Vaesen, Marc Wagemakers, Vincent Euvrard, Cephas Chimedza, Sander Debroux, Marc Hendrikx, Peter Delorge, Jonathan Wilmet, Sébastien Siani · Remplacements du Saint-Trond : · 62e Sander Debroux Pieter Thijs · 85e Marc Hendrikx Yorick Antheunis · 89e Sébastien Siani Issame Charaï            |
| | |       | | |
| Samedi 18 avril 2009, 20:00                                                                                                   | KSK Beveren | 1 - 5 | Saint-Trond | |
| Freethiel, Beveren Spectateurs : 6 000 Arbitrage : Laurent Colements Journée 36 Division 2 2008-2009                          | Sophiane Baghdad 32e · Gertjan Martens 35e · Kristof Lardenoit 65e · Nathan D'Haemers 78e                                                                                           |       | 18e Wim Mennes · 19e Cephas Chimedza · 21e (pen.) Sébastien Siani · 65e Ibrahima Sidibe · 74e Jonathan Wilmet                     | Composition du Saint-Trond : · Simon Mignolet, Giel Deferm, Mario Cantaluppi, Marc Wagemakers, Vincent Euvrard, Wim Mennes, Cephas Chimedza, Peter Delorge, Marc Hendrikx, Jonathan Wilmet, Sébastien Siani · Remplacements du Saint-Trond : · 58e Marc Hendrikx Ibrahima Sidibe · 77e Peter Delorge Sander Debroux · 88e Wim Mennes Daan Vaesen                  |
| | |       | | |
| Dimanche 26 avril 2009, 15:00                                                                                                 | Saint-Trond | 1 - 0 | Football Club Brussels | |
| Staaien, Saint-Trond Spectateurs : 9 600 Arbitrage : Jean-Baptist Bultynck Journée 37 Division 2 2008-2009                    | Wim Mennes 39e · Ibrahima Sidibe 55e |       | 49e Abou Coulibaly | Composition du Saint-Trond : · Simon Mignolet, Giel Deferm, Mario Cantaluppi, Marc Wagemakers, Vincent Euvrard, Wim Mennes, Cephas Chimedza, Peter Delorge, Marc Hendrikx, Jonathan Wilmet, Ibrahima Sidibe · Remplacements du Saint-Trond : · 53e Giel Deferm Sébastien Siani · 84e Marc Wagemakers Daan Vaesen · 86e Jonathan Wilmet Yorick Antheunis           |
| | |       | | |
| Dimanche 3 mai 2009, 15:00 | Royal Excelsior Virton | 2 - 1 | Saint-Trond | |
| Stade Yvan Georges, Virton Spectateurs : 1 500 Arbitrage : Raf Bylois Journée 38 Division 2 2008-2009                         | Bareck Bendaha 6e · Bareck Bendaha 41e · Bareck Bendaha 42e · Stéphane Vandesande 83e                                                                                               |       | 45e (pen.) Cephas Chimedza | Composition du Saint-Trond : · Tom Muyters, Mario Cantaluppi, Marc Wagemakers, Vincent Euvrard, Wim Mennes, Cephas Chimedza, Peter Delorge, Yorick Antheunis, Marc Hendrikx, Jonathan Wilmet, Ibrahima Sidibe · Remplacements du Saint-Trond : · 46e Mario Cantaluppi Daan Vaesen · 46e Yorick Antheunis Jeroen Appeltans · 67e Wim Mennes Pieter Thijs           |

### Évolution du classement
| Journée  | 1 | 2 | 3 | 4   | 5  | 6  | 7  | 8  | 9  | 10 | 11 | 12 | 13 | 14 | 15 | 16 | 17 | 18 | 19 | 20 | 21 | 22  | 23 | 24 | 25 | 26 | 27 | 28 | 29 | 30 | 31 | 32 | 33 | 34 | 35 | 36 | 37 | 38 |
| -------- | - | - | - | --- | -- | -- | -- | -- | -- | -- | -- | -- | -- | -- | -- | -- | -- | -- | -- | -- | -- | --- | -- | -- | -- | -- | -- | -- | -- | -- | -- | -- | -- | -- | -- | -- | -- | -- |
| Résultat | g | g | n | (*) | g  | n  | g  | g  | g  | g  | g  | g  | p  | g  | g  | n  | n  | n  | n  | g  | g  | (*) | n  | g  | g  | p  | g  | g  | g  | g  | n  | p  | g  | g  | g  | g  | g  | p  |
| Points   | 3 | 6 | 7 | 7   | 10 | 11 | 14 | 17 | 20 | 23 | 26 | 29 | 29 | 32 | 35 | 36 | 37 | 38 | 39 | 42 | 45 | 45  | 46 | 49 | 52 | 52 | 55 | 58 | 61 | 64 | 65 | 65 | 68 | 71 | 74 | 77 | 80 | 80 |
| Rang     | 3 | 1 | 1 | 3   | 3  | 4  | 3  | 1  | 1  | 1  | 1  | 1  | 1  | 1  | 1  | 1  | 1  | 1  | 1  | 1  | 1  | 1   | 1  | 1  | 1  | 1  | 1  | 1  | 1  | 1  | 1  | 1  | 1  | 1  | 1  | 1  | 1  | 1  |

(*) : pas de rencontre pour Saint-Trond sur cette journée.

### Classement
| Pl. | Club                        | Joué | G  | N  | P  | BP | BC | Pts. | Qualification ou relégation |
| --- | --------------------------- | ---- | -- | -- | -- | -- | -- | ---- | --------------------------- |
| 1   | Saint-Trond                 | 36   | 24 | 8  | 4  | 72 | 29 | 80   | Promotion en Division 1     |
| 2   | Lierse SK                   | 36   | 22 | 9  | 5  | 75 | 40 | 75   | Barrages de promotion       |
| 3   | Royal Antwerp Football Club | 36   | 17 | 10 | 9  | 55 | 32 | 61   | Barrages de promotion       |
| 4   | KV Red Star Waasland        | 36   | 16 | 7  | 13 | 56 | 48 | 55   | Barrages de promotion       |
| 5   | RFC Tournai                 | 36   | 14 | 12 | 10 | 53 | 41 | 54   | Barrages de promotion       |
| 6   | KVK Tirlemont               | 36   | 14 | 11 | 11 | 58 | 49 | 53   |                             |
| 7   | KV Ostende                  | 36   | 13 | 14 | 9  | 54 | 51 | 53   |                             |
| 8   | KSK Renaix                  | 36   | 15 | 7  | 14 | 54 | 52 | 52   |                             |
| 9   | KVSK United                 | 36   | 14 | 9  | 13 | 48 | 38 | 51   |                             |
| 10  | Football Club Brussels      | 36   | 12 | 13 | 11 | 50 | 37 | 49   |                             |
| 11  | RFC de Liège                | 36   | 11 | 15 | 10 | 49 | 48 | 48   |                             |
| 12  | Oud-Heverlee Louvain        | 36   | 10 | 16 | 10 | 46 | 48 | 46   |                             |
| 13  | KSK Beveren                 | 36   | 11 | 12 | 13 | 47 | 57 | 45   |                             |
| 14  | KAS Eupen                   | 36   | 12 | 7  | 17 | 47 | 63 | 43   |                             |
| 15  | Olympic Charleroi           | 36   | 10 | 9  | 17 | 48 | 65 | 39   | Barrages de maintien        |
| 16  | Royal Excelsior Virton      | 36   | 9  | 12 | 15 | 46 | 58 | 39   | Barrages de maintien        |
| 17  | KFC Vigor Wuitens Hamme     | 36   | 9  | 9  | 18 | 48 | 64 | 36   | Barrages de maintien        |
| 18  | KMSK Deinze                 | 36   | 7  | 15 | 14 | 46 | 65 | 36   | Relégation en Division 3    |
| 19  | UR Namur                    | 36   | 2  | 7  | 27 | 22 | 89 | 13   | Relégation en Division 3    |

## Coupe de Belgique
| | |       |                                                             | |
| Samedi 16 août 2008, 20:00                                                                               | Saint-Trond | 4 - 0 | TK Meldert                                                  | |
| Staaien, Saint-Trond Spectateurs : 1 000 Arbitrage : Jonathan Lardot 4e tour Coupe de Belgique 2008-2009 | Mario Cantaluppi 16e (pen.) · Daan Vaesen 38e · Cephas Chimedza 42e · Ibrahima Sidibe 60e · Cephas Chimedza 64e |       | 20e Ricky Begeyn · 59e Bertrand Defrère · 82e Abdel Sbaaiti | Composition du Saint-Trond : · Simon Mignolet, Vincent Euvrard, Daan Vaesen, Mario Cantaluppi, Sander Debroux, Jonathan Wilmet, Issame Charaï, Cephas Chimedza, Peter Delorge, Ibrahima Sidibe, Osman Köse · Remplacements du Saint-Trond : · 21e Mario Cantaluppi Jeroen Appeltans · 71e Jonathan Wilmet Michal Pospíšil · 71e Ibrahima Sidibe Peter Van Houdt |
| | |       |                                                             | |
| Samedi 23 août 2008, 20:00                                                                               | KSK Beveren | 2 - 0 | Saint-Trond                                                 | |
| Freethiel, Beveren Spectateurs : 2 000 Arbitrage : Sam Loeman 5e tour Coupe de Belgique 2008-2009        | Luciano Olguín 38e · Sidy Ceesay 53e · Sam De Munter 59e · Sidy Ceesay 78e                                      |       | 52e Vincent Euvrard · 83e Jeroen Appeltans                  | Composition du Saint-Trond : · Simon Mignolet, Vincent Euvrard, Daan Vaesen, Mario Cantaluppi, Sander Debroux, Jonathan Wilmet, Issame Charaï, Peter Delorge, Cephas Chimedza, Jeroen Appeltans, Ibrahima Sidibe · Remplacements du Saint-Trond : · 65e Mario Cantaluppi Sander Debroux · 73e Jonathan Wilmet Adamo Coulibaly                                   |